# Tomobrachyta jenisi
Tomobrachyta jenisi là một loài bọ cánh cứng trong họ Cerambycidae.